# Bihastina aurantiaca
Bihastina aurantiaca is een vlinder uit de familie van de spanners (Geometridae). De wetenschappelijke naam van de soort is als Asthena aurantiaca voor het eerst geldig gepubliceerd in 1926 door Prout.